# Koellikerina heteronemalis
Koellikerina heteronemalis är en nässeldjursart som beskrevs av Xu, Huang och Chen Xu 1991. Koellikerina heteronemalis ingår i släktet Koellikerina och familjen Bougainvilliidae. Inga underarter finns listade i Catalogue of Life.